# Valgmenighed
Valgmenighed (dänisch) bezeichnet eine Wahlgemeinde der Dänischen Volkskirche. Eine Gruppe von Kirchenmitgliedern kann unter bestimmten Voraussetzungen eine eigene Gemeinde bilden, losgelöst von den geografisch festgelegten Sprengeln (dän. Sogn). Wahlgemeinden basieren auf der gleichen lutherischen Lehre wie die Volkskirche. Derzeit existieren in Dänemark etwa 40 Wahlgemeinden, sie können selbst über die Aufnahme neuer Mitglieder entscheiden.
Die Wahlgemeinde steht wie eine ortsgebundene Kirchengemeinde unter der Aufsicht von Propst und Bischof. Sie ist also nicht zu verwechseln mit einer Freien Gemeinde (dän. Frimenighed). Freie Gemeinden stehen außerhalb der Volkskirche, bekennen sich jedoch zu den gleichen lutherischen Grundlagen. Das wiederum unterscheidet Freie Gemeinden von den Freikirchen.

## Voraussetzungen
Ihre Bildung bedarf der Genehmigung des Kirchenministeriums. Mindestens 50 Kirchenmitglieder sind für eine Beantragung notwendig. Die Antragsteller müssen das Wahlrecht für den Gemeinderat besitzen und den Antrag persönlich unterzeichnen. Ein als Pastor der Volkskirche qualifizierter Kandidat muss seine Bereitschaft erklären, die Wahlgemeinde zu führen. Die Wahlgemeinde muss für alle Kosten aufkommen, einschließlich der Bezüge des Pastors; im Gegenzug werden die Mitglieder einer Wahlgemeinde von der Kirchensteuer befreit. Die Initiatoren müssen über eine eigene Kirche verfügen oder die (Mit-)Nutzung einer Kirche vertraglich abgesichert haben.

## Geschichte
Die Bildung von Wahlgemeinden innerhalb der Volkskirche wurde Anfang der 1830er Jahre von Nikolai Frederik Severin Grundtvig angeregt. 1855 hob das Parlament in einem ersten Gesetz die Bindung an die Kirchengemeinde des Wohnortes (Parochialzwang, dän. sognebånd) auf. Am 15. Mai 1868 wurde schließlich die Bildung von Wahlgemeinden ermöglicht. Damit sollten Mitglieder, die mit der theologischen oder (kirchen-)politischen Ausrichtung des Ortspastor unzufrieden waren, in der Volkskirche gehalten werden. Statt auszutreten und eine freikirchliche Gemeinde zu gründen, sollten sie einen Pastor selbst wählen können. 
Den Hintergrund bildete die Entlassung des Grundtvigianers Vilhelm Birkedal als Pastor von Ryslinge Sogn 1865. In seiner Funktion als Mitglied im dänischen Reichsrat  hatte er die Regierung Bluhme scharf angegriffen. Nachdem er schon ein Jahr zuvor in einem Fürbittengebet König Christian IX. undänischer Gesinnung bezichtigt hatte, wurde er aus dem Amt befördert. Birkedal argumentierte jedoch, nur als Beamter, nicht als Pastor entlassen worden zu sein, und setzte seine priesterliche Arbeit fort. Seine Parteigänger nutzten den Eklat, um Lockerungen der Kirchenverfassung zu erstreiten. Um diese Forderungen einzudämmen und um sich Birkedals Stimme im Parlament zu sichern, ließ die Regierung 1868 die Ausgliederung von Gemeinden zu. Mehr als ein Jahrhundert lang nutzten nur grundtvigianisch gesinnte Gruppen das Gesetz für sich. 
Ende des 20. Jahrhunderts gewann die Charismatische Bewegung einige Anhänger in Dänemark. 1990 wurde in Århus die erste Wahlgemeinde auf dieser Grundlage gegründet.
Die Innere Mission (IM) hielt lange an ihrer institutionellen Verankerung in der Volkskirche fest. Trotzdem entstand 1991 eine erste Wahlgemeinde in Fjellerup, Djursland, auch unter dem Eindruck der Ereignisse im nahen Århus. 2009 bildeten IM-Angehörige aus Protest gegen eine Pastorenwahl in der St.-Lukas-Gemeinde die Wahlgemeinde Århus Bykirke.
2014 wurde die Wahlgemeinde „Church of Love“ unter Pastor Massoud Fouroozandeh zugelassen. Fouroozandeh ist der erste vom Islam konvertierte Pastor der Volkskirche.

## ELUVA
2004 wurde ELUVA („Foreningen af Evangelisk-Lutherske Valgmenigheder i Danmark“; dt.: „Vereinigung Evangelisch-Lutherischer Wahlgemeinden in Dänemark“) gegründet, um die Gemeinschaft zwischen den Wahlgemeinden zu fördern, die Bildung neuer Wahlgemeinden zu unterstützen sowie die gemeinsamen Interessen gegenüber der Volkskirche, Vereinen und Netzwerken zu vertreten.